# سجاد إيراني

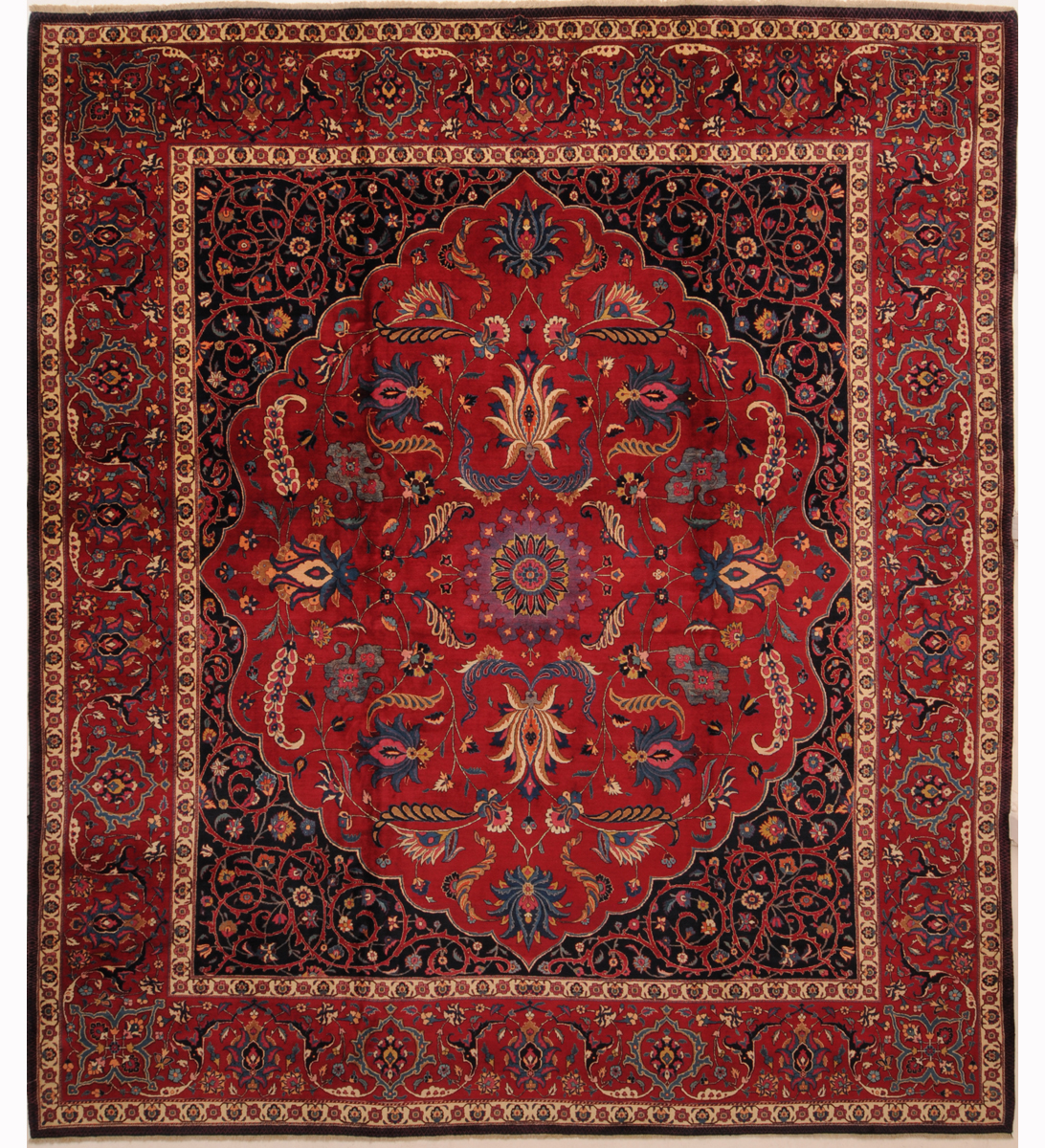
سجادة فارسیة قديمة

السجاد الإيراني أو السجاد الفارسي / السجاد العجمي (بالفارسية: فرش أو قالي) هو واحد من أهم الفنون الإيرانية. وتعد صناعة النسيج والسجاد جزء أساسي من الثقافة الفارسية، ويعود تاريخها إلى بلاد فارس القديمة. وتعتبر إيران أكبر مصدر للسجاد في لعالم. وقد بلغت صادرات إيران من السجاد اليدوي 420 مليون دولار أي حوالي 30 % من السوق العالمي.يعتبر السجاد الإيراني أفضل السجاد في العالم ويعتبر السجاد الإيراني من أفضل السجاد في العالم منذ مئات السنين. يقدر عدد النسّاجين في إيران بـ 1.2 مليون نساج ينتجون السجاد للسوق المحلية والعالمية. وتصدر إيران السجاد اليدوي لنحو 100 دولة حول العالم، ويعد السجاد أهم صادرات إيران غير النفطية.
تنتج إيران حوالي خمسة ملايين متر مربع من السجاد سنويا، يباع أكثر من 80 في المائة منها إلى سوق التصدير. تواجه حاليا صناعة السجاد الإيرانيمنافسة قوية من قبل منتجين من بلدان أخرى، حيث يتم نسخ التصاميم الإيرانية الأصلية واستعمال مواد وبدائل أرخص ثمنا.

ويقسم السجاد الإيراني إلى قسمين أساسيين، الأول سجاد إيراني قبلي، ويمتاز ببساطة الرسوم وحرارة اللون ومخملية الصوف وطول الوبرة. ولذلك فإن هذا النوع من السجاد ثقيل الوزن، أما النقوش المستعملة فيه فتعتمد على أشكال نباتية كالأزهار والأشكال الهندسية البسيطة. أما الصنف الثاني من السجاد الإيراني فهو سجاد المدن، ويسمى بحسب المدينة التي يصنع فيها. ومن أهمها مدينة تبريز التي اشتهرت بصناعة السجاد الحريري ذي النقوش القريبة من الشكل الهندسي والألوان القاتمة كالأحمر القاني والأزرق الداكن.

## التاريخ

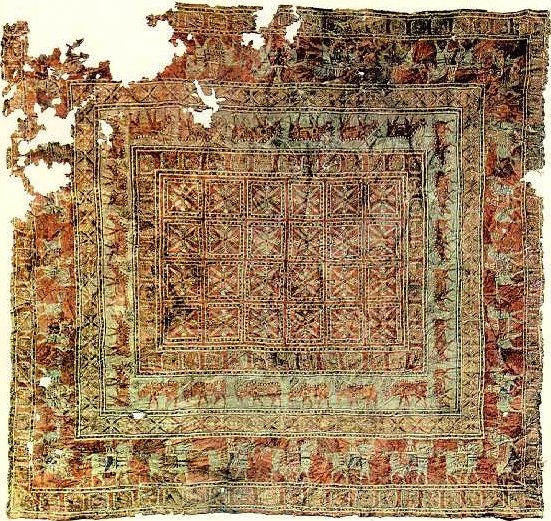
سجاد بازيريك أقدم سجادة في العالم منذ 2500 عام

وجد فن حياكة السجاد في إيران منذ العصور القديمة. ومن أقدم ما عثر عليه سجادة بازيريك التي يعود تاريخها لعام 500 ق. م. في الفترة الأخمينية. وجاء أول دليل موثق على وجود السجاد الإيراني من النصوص الصينية التي يعود تاريخها إلى الفترة الساسانية (224-641 م).
وخضع هذا الفن إلى العديد من التغييرات في فترات مختلفة من التاريخ الإيراني، فقد وصل إلى قمة الازدهار في فترة ما قبل العصر الإسلامي وحتى الغزو المغولي لبلاد فارس. وبعد الغزو، بدأ هذا الفن بالازدهار مرة أخرى وذلك في فترة حكم التيموريين والإلخانيين.

مع مرور الوقت، تتحلل المواد المستخدمة في صناعة السجاد، كالحرير والصوف والقطن. ولهذا السبب فإنه من النادر أن يكتشف علماء الآثار أي دليل مفيد عن حياكة السجاد أثناء حملات التنقيب، وما اكتشف حتى الآن ليست أكثر من بضع قطع بالية من السجاد. لا تساعد قطع صغيرة من هذا القبيل في التعرف على خصائص نسيج السجاد من قبل السلاجقة فترة (قرون 13,14 ميلادية) في بلاد فارس.

### الفترة الزرادشتية
في حفر أثري فريد من نوعه في عام 1949، تم اكتشاف سجاد بازيرك استثنائي بين الثلوج من وادي بازيريك، في جبال التاي في سيبيريا. تم العثور على سجادة في قبر الأمير محشوش. وأشارت اختبارات الكربون المشع انه تم نسج سجاد بازيرك في القرن الثامن قبل الميلاد. هذا السجاد هو 283 إلى 200 سم (ما يقرب من 9.3 إلى 6.5 قدم) ولها 36 عقدة متماثل لكل سنتيمتر مربع (232 لكل بوصة مربعة).التقنية المستخدمة في الحياكة في سجاد بازيرك يشير إلى وجود تاريخ طويل من التطور والخبرة في هذا الفن. ويعتبر سجاد بازيريك أقدم سجادة في العالم.لونها الرئيسي هو لون أحمر عميق ذات مساحة واسعة، واحد يصور الغزلان وغيرها من الفرسان الفارسية.

### الفترة الإسلامية

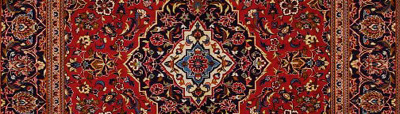
نموذج من السجاد الإيراني

في القرن 8 م وكان إقليم أذربيجان بين أكبر المراكز في السجاد والنسيج في إيران.وكان إقليم تبريز يقوم بدفع الضرائب عن طريق إرسال 600 سجادة إلى الخلفاء في بغداد كل عام. في ذلك الوقت، كانت أبرز السلع المصدرة من تلك المنطقة والسجاد وسجاد صغير (المعروف أيضا باسم سجادات الصلاة). وعلاوة على ذلك، كان السجاد من خراسان وسيستان وبخارى، وذلك لأن من تصاميمهم والزخارف البارزة، في ارتفاع الطلب بين المشترين.
أثناء العهود من السلاجقة والسلالات الإيلخانية، نسج السجاد وكان لا يزال التجاري المزدهر، لدرجة أنه تمت تغطية مسجد بناه خان غازان في تبريز، في شمال غرب إيران، مع السجاد الإيراني رائع. كانت ولدت خصيصا الأغنام لإنتاج الصوف الناعم من أجل حياكة السجاد. تصاميم السجاد صورت بواسطة لوحات مصغرة تعود للعهد التيموريين تقديم دليل على تطور هذه الصناعة في ذلك الوقت. وهناك أيضا لوحة أخرى مصغرة من أن الوقت المتاح الذي يصور عملية نسج السجاد.
خلال تلك الحقبة تم إنشاء مراكز الصباغة حتى يتم نسج السجاد. وبدأت هذه الصناعة أن تزدهر حتى الهجوم على إيران من قبل الجيش المغولي.

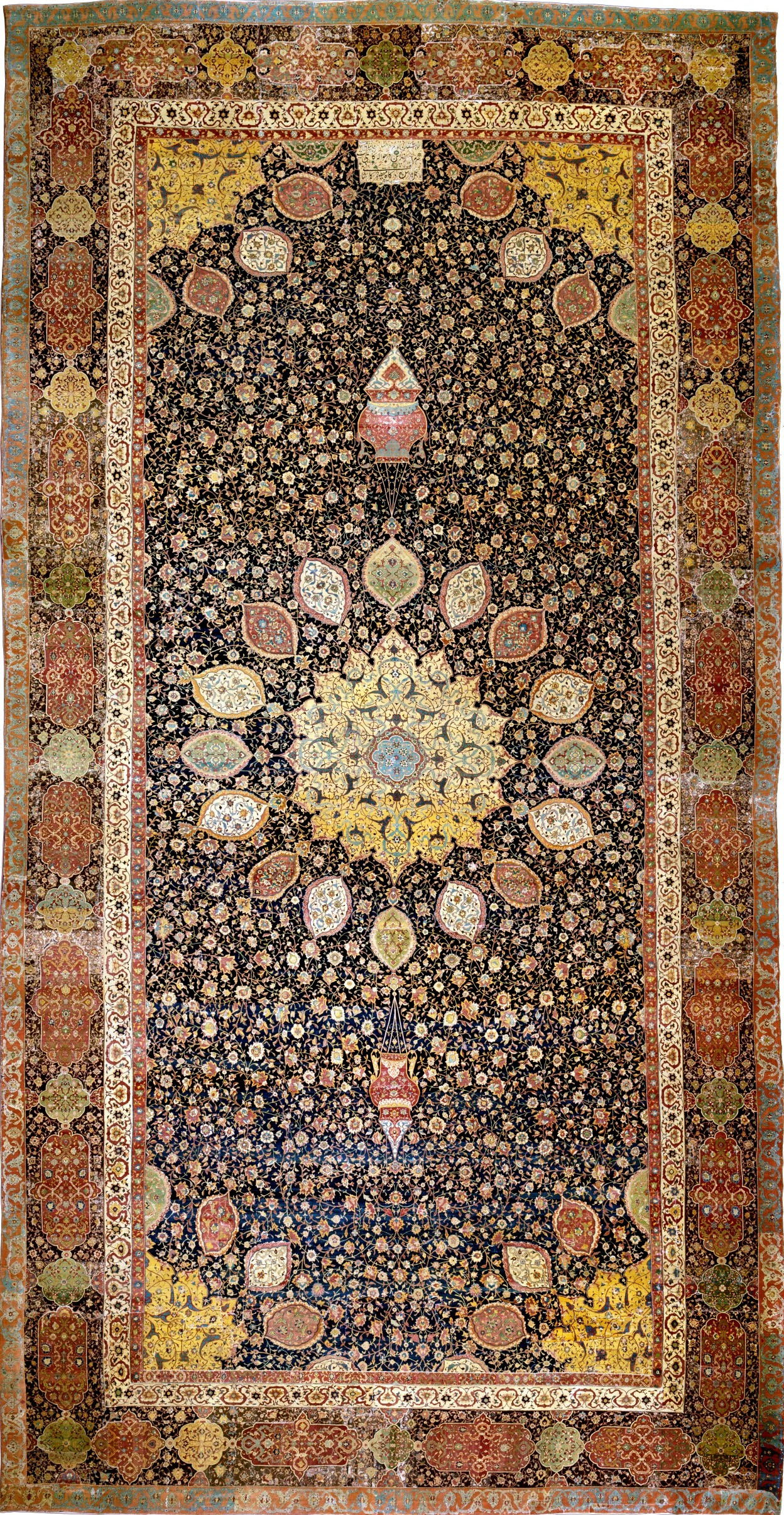
سجادة أردبيل

كان السجاد الإيراني الأكثر شهرة في هذه الفترة خلال الامبراطورية الصفوية (1501-1736) مثلا والمعروفة باسم سجادة أردبيل الموجودة الآن في متحف فيكتوريا وألبرت في لندن، والتي في الواقع الآن هي مزيج من اثنين من السجاد الأصلي، مع قطعة أخرى من الثاني في لوس انجلوس.

### الفترة الحديثة
على الرغم من أن إنتاج السجاد الآن يتم بآلات ميكانيكية حديثة في الغالب، لا يزال السجاد المنسوج يدويا وجدت على نطاق واسع في جميع أنحاء العالم، وعادة ما يكون مرتفعة الأسعار من نظرائهم المنسوجة آليا لكونه عرض فني.وصدرت إيران ما قيمته 517 مليون دولار من السجاد المنسوج يدويا في عام 2002. وبلغت صادرات إيران من السجاد للولايات المتحدة 635,000,000 $ في عام 2005، وفقا للارقام الصادرة عن الشركة المملوكة للدولة الإيرانية للسجاد. معظمها من أرفع المنتجات المنسوجة يدويا.و في أكتوبر 2007 كشف المركز الوطني للسجاد الإيراني ان السجاد اليدوي في المرتبة الأولى في الصادرات غير النفطية في البلاد وعقد المركز الثالث بين إجمالي الصادرات. ويشارك ما يقرب من خمسة ملايين عامل في صناعة السجاد الإيراني، مما يجعلها واحدة من أكبر الشركات في البلاد.
في الآونة الأخيرة يواجه السجاد الإيراني العديد من المشاكل بسبب المنافسة الشرسة من بعض الدول التي تقوم بتصنيع سجاد أرخص سعرا وخامات أقل قيمة، فضلا عن تدني نوعية المواد الخام في السوق المحلية، وفقدان ثابت من أنماط التصميم الأصلي.

## البسط اليدوية
تعد صناعة البسط من أهم الصناعات اليدوية في إيران، يعود تاريخها الي حوالي 700 عام قبل أن يمارس الإيرانيون صناعة السجاد، وتكثر في إيران هذه الصناعة التقليدية، وتختلف نوعيتها ونمط النسج من منطقة الي منطقة اخري نظراً لخيوط الصوف والألوان الطبيعية المستخدمة في صناعتها.
و تستعمل في صناعة البسط اليدوية خيوط قطنية بيضاء، وهي تشكل القاعدة البيضاء أو الهيكل الأساسي للبساط، وكذلك خيوط صوفية ملونة حسب الطلب، وهي تعد الخامة الأساسية لصناعة البسط اليدوية، وتشتهر مدن أقاليم محافظة أذربيجان الشرقية، محافظة آذربيجان الغربية، كردستان وكرمان بحيازتها علي ارقي أنواع البسط اليدوية.

## المواد
الصوف هو المادة الأكثر شيوعا للسجاد ولكن كثيرا ما يستخدم القطن في السجاد في ورش العمل والمؤسسات. وهناك مجموعة متنوعة واسعة من أنواع الصوف المستخدمة في النسيج. تلك التي تشمل صوف كورك، وصوف مانشستر، وفي بعض الحالات صوف وبر الإبل. أما سجاد الحرير تعود إلى القرن ال 16 على الأقل في سبزوار والقرن السابع عشر في كاشان ويزد والسجاد الحرير هي أقل شيوعا من السجاد من الصوف والحرير أكثر كلفة ولكنه يزيد قيمة مع مرور الزمن نظرا لقيمتها وندرته وعدم وجود قوة التحمل، وكثيرا ما يتم عرض سجاد الحرير على الجدار مثل المفروشات بدلا من أن تستخدم فرش للأرضيات.

### معايير القيمة
الصوف، والحرير، والقطن هي الخامات التي يصنع منها السجاد، ويعد الصوف المأخوذ من بطن الخروف الصغير أجود أنواع الصوف وأغلاها.
وترتبط الجودة، أيضا، بالمكان الذي يعيش فيه الخروف، ونوعية المرعى، والمناخ ما بين الحار والبارد والجاف، فقيمة السجاد تختلف تبعاً لنوعية الصوف ومكانه في الخروف.
وهناك نوع آخر من السجاد يختلط فيه الصوف بالحرير، ومن المعروف أن السجاد الحرير بدأت صناعته في المدن فقط، ليتناسب مع الحياة المرفهة لأهلها، بعكس أهل البدو الذين يصنعون السجاد من الصوف والقطن، وإذا كانت إيران تمتاز بالسجاد المصنوع من أرقى أنواع الصوف، وتركيا بالحرير، فإن الصين تمتاز بأرقى أنواع الصوف، حيث يأخذونه من حيوان اللاما المشهور، حتى ان الصين منعت تصدير صوف اللاما لندرته وجودته.
ويحدد عدد العقد الموجودة في السجاد قيمتها، والعقدة في السجادة تعني عدد العقد في السنتيمتر الواحد في أثناء غزلها، فهناك سجادة بها 12 عقدة أو 24 عقدة أو 64 عقدة في السنتيمتر. وكلما زاد عدد العقد ارتفعت قيمة السجادة، لأنها تستغرق فترة أطول في الصنع.